# 天全茶馬古道
天全茶馬古道位於四川省雅安市天全縣，文物遺址年代判定為唐至近現代。2012年7月16日公佈為第八批四川省文物保護單位。

## 簡介[2]
明代在全國先後設有五個茶馬司，分別是秦州（西寧）、洮州、河州、四川永寧、雅州碉門。洪武二十年（1387），在岩州（今瀘定嵐安）設互市市場，天全六番招討司八鄉之民番蠲其徭役，專令蒸造烏茶，運至岩州，置倉收貯，以易番馬。
天全茶馬古道位於四川省雅安市天全縣境內，是茶馬古道川藏北線的重要組成部分。古道從天全至康定全程180余公里，要經大小關隘和場鎮70多處，作為當年茶葉進藏的重要路線，這條茶馬古道上共有客店130多家。從碉門算起，在天全境內主要經過沙坪、象鼻子、甘溪坡、腳基坪、仙人橋、紫石關、新地頭、鍋浪橋、小魚溪、大魚溪、小仁煙、大仁煙、下攔河壩、上攔河壩、竹杠山、草黃口、水獺坪、前碉、大柏流、粟子石、鬼拐子、兩路口、長河壩、風斗口、亂石窯、門坎山、核桃坪、石崗子等地後上二郎山，經瀘定直指打箭爐。
現存天全茶馬古道遺址包括：邊茶倉庫、九十村官道遺址、女兒城遺址、石頭寨、禁門關關隘遺址、唐代甘溪坡茶馬古道驛站遺址、紫石關城遺址、茶馬古道長河壩段遺址。
天全茶馬古道對連接漢藏文化和經濟交流起著不可估量的作用。